# José Alejandro Peña
José Alejandro Peña (Santo Domingo, 9 de julio de 1964) es un poeta dominicano.

## Biografía y obra
Desde 1995 reside en los Estados Unidos, donde actualmente dirije la revista bilingüe de poesía (y editorial) El Salvaje Refinado, que él mismo fundó. También es fundador de  Obsidiana Press, una editorial alternativa que publica a escritores hispanos.
En 1986 ganó el Premio Nacional de Poesía de la República Dominicana, con su libro El Soñado Desquite (Colección Orfeo, Biblioteca Nacional), que se convirtió en una consigna para los jóvenes poetas de su país. En 1989 escribió Pasar de Sombra, que es considerado su libro más representativo junto con su primer libro "Iniciación final", publicado en Santo Domingo en 1984.
Tras esto, publicó los poemarios: Iniciación final (1984), Pasar de sombra (1989), Estoy frente a ti, niña terrible (1994), Blasfemias de la flauta (edición bilingüe de Essential Icon Press, Nebraska, 1999), Tomorrow, the Paradise (versión inglesa, XLibris Corporation, Pennsylvania, 2001), Mañana, el Paraíso (Ediciones El Salvaje Refinado, Estados Unidos, 2002), El fantasma de Broadway Street y otros poemas (Ediciones El Salvaje Refinado, Estados Unidos, 2003), La vigilia de todas las islas (2004), y Suicidio en el país de las magnolias (2008).
Se le ha vinculado a los más grandes poetas universales a raíz de la publicación de su libro "Suicidio en el país de las magnolias", un libro en el que su lenguaje se ensancha y define desde varios puntos vitalicios que dan forma a una poesía de corte existencialista, con demarcación barroca, hermética o surrealista. Sin embargo el mismo autor ha dicho que su poesía "participa de una tradición elementalmente expresiva, donde lo que importa es el juego de la imaginación, y no otra cosa." También ha dicho que "la vida es lo que me interesa. En cada poema me interesa expresar la vida, extender cada instante de la vida, por lo menos diez o veinte siglos".
Ha traducido poemas de Wallace Stevens, Mark Strand, Ives Bonnefoy, Emily Dickinson, Allen Ginsberg y otros.
Pertenece a la llamada Generación de los 80 en su país. Se dice que su estilo es limpio y profundo, con asombrosa imaginación, y tono íntimo. Pese a su aceptación entre la juventud y los intelectuales, ha sido el poeta más censurado de todos los tiempos por los pequeños clanes y grupos de poder del Estado en la República Dominicana.
Como pintor, ha realizado numerosas exposiciones colectivas tanto en la República Dominicana como en el extranjero.
Actualmente está dedicado a la cinematografía. Ha realizado dos películas "Daydreamer" (2010) y "The man with a black hat" (2010).
Blasfemias de la flauta (edición bilingüe de Essential Icon Press, Nebraska, 1999), Tomorrow, the Paradise (versión inglesa, XLibris Corporation, Pennsylvania, 2001), Mañana, el Paraíso (Ediciones El Salvaje Refinado, Estados Unidos, 2002), El fantasma de Broadway Street y otros poemas (Ediciones El Salvaje Refinado, Estados Unidos, 2003), La vigilia de todas las islas (2004), y Suicidio en el país de las magnolias (2008).